# Épica en español

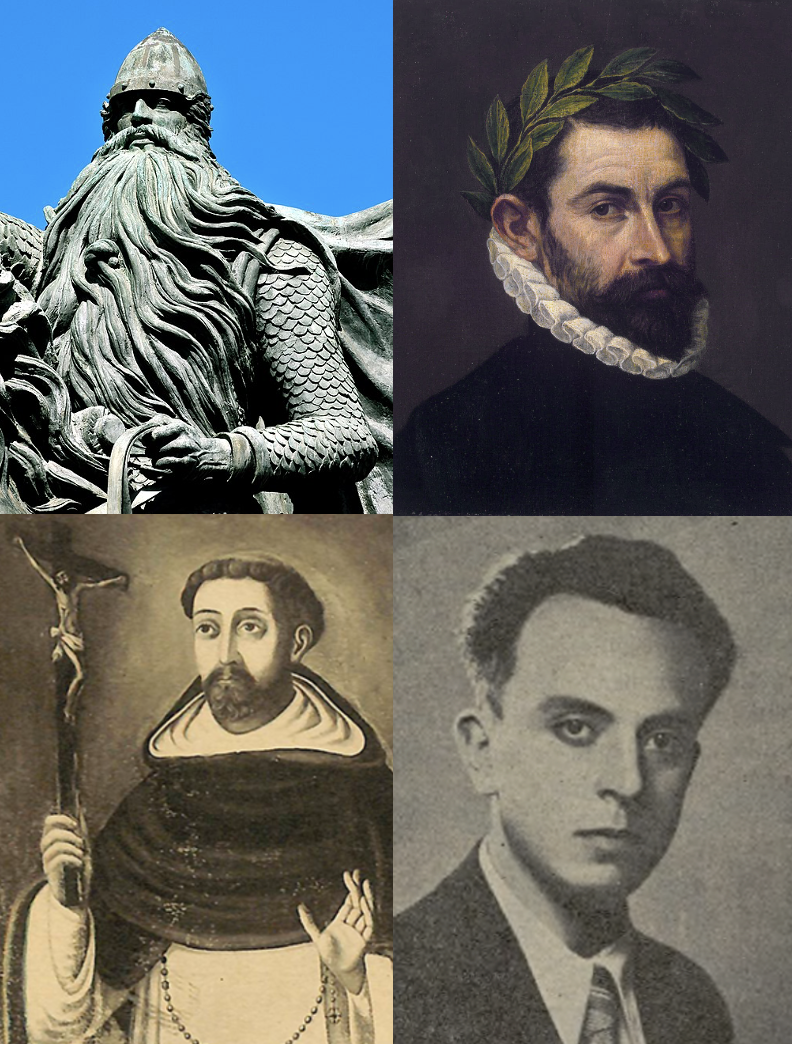
El Cid, Alonso de Ercilla, Diego de Hojeda y Rumazo González, importantes figuras de la épica en español.

La épica en español empieza con la épica medieval, también conocida como Cantares de Gesta, que comprende poemas narrativos de transmisión oral que los juglares difundían, relatando las hazañas de héroes y figuras relevantes, imbuidas de los valores e historia de la época. Este género floreció en la península ibérica con obras como el anónimo Cantar de mio Cid, que marcó el inicio de la filología moderna en España, y leyendas como la de Los siete infantes de Lara y el perdido Cantar de Bernardo del Carpio. Posteriormente, la épica se extendió al Nuevo Mundo con los poemas del Descubrimiento y la Conquista, destacando obras como La Araucana de Ercilla, Los actos y hazañas valerosas del capitán Diego Hernández de Serpa, Elegías de varones ilustres de Indias, Cortés Valeroso, Mexicana, Peregrino Indiano, Historia de la Nueva México, El Bernardo o Victoria de Roncesvalles y Colón. Dentro de la épica cristiana, se encuentran El Monserrate (1587) de Cristóbal de Virués, que narra una leyenda piadosa con elementos bizantinos y fue elogiado por Cervantes, La Cristiada (1611) de Diego de Hojeda, un poema épico sobre la Pasión de Cristo reconocido en la literatura virreinal, y La Caída de Luzbel de Donato de Arenzana. No obstante, sobresale Parusía de José Rumazo González, una obra monumental de cerca de 240,000 versos que explora la escatología bíblica.

## Cantares de gesta
La épica medieval, también conocidos como Cantares de Gesta, eran poemas narrativos, de transmisión oral por los juglares, que contaban las hazañas de héroes y personajes importantes, a menudo ligados a la historia y a los valores de la época. También incluye épica escrita no de manera anónima y en los siglos posteriores pero que tratan sobre temáticas medievales.

### Cantar de mio Cid

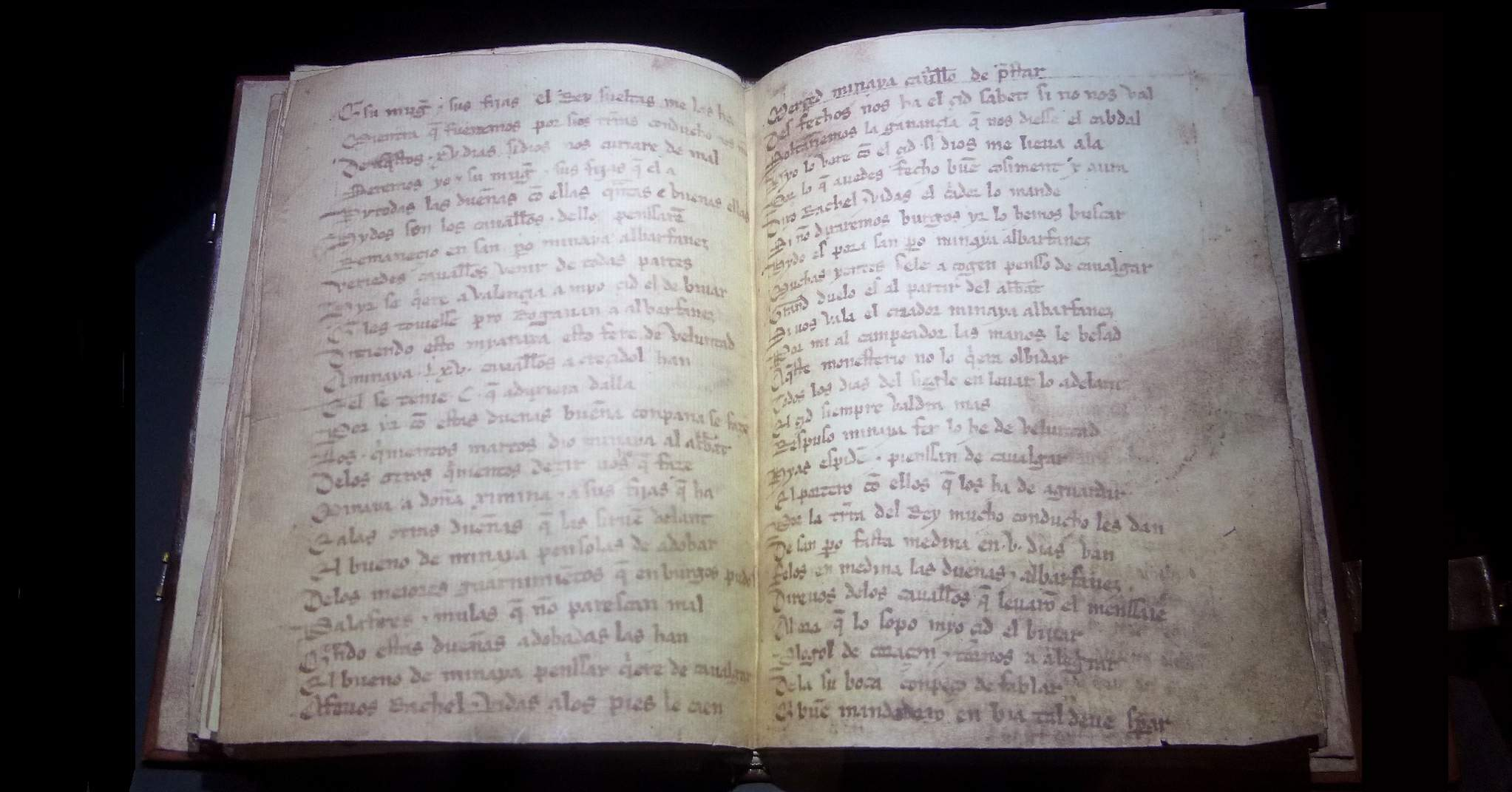
Reproducción del Cantar expuesta en el Convento de Nuestra Señora del Espino de Vivar del Cid (Burgos)

El Cantar de mio Cid constituye un cantar de gesta anónimo, datado por la crítica actual en torno al año 1200, que articula una narración de eventos heroicos basados, con licencias poéticas, en la etapa final de la vida del caballero castellano Rodrigo Díaz de Vivar, conocido como el Campeador. Esta obra representa el primer texto poético extenso de la literatura española y el único exponente casi íntegro del género épico castellano conservado hasta la actualidad. Su relevancia trasciende el ámbito literario, al erigirse como el punto de partida para el desarrollo de la filología como disciplina científica moderna en España a finales del siglo XIX, impulsada por el análisis de Ramón Menéndez Pidal mediante la aplicación del método histórico-crítico. El poema se estructura en 3735 versos anisosilábicos, predominantemente de catorce a dieciséis sílabas métricas, divididos en hemistiquios separados por cesura y agrupados en tiradas caracterizadas por una única rima asonante. La obra aborda temáticamente el proceso de restablecimiento de la honra del protagonista, inicialmente menoscabada por el destierro, y su posterior elevación a un estatus superior.

### Los siete infantes de Lara
La leyenda de los Siete Infantes de Lara, conservada en crónicas medievales y reconstruida parcialmente como un antiguo cantar de gesta castellano, narra una sangrienta disputa familiar en el siglo X entre la familia de Lara y la de Ruy Velázquez y su hermana Doña Sancha. El conflicto se desata durante una boda, escalando tras una afrenta de Doña Lambra a uno de los infantes, lo que lleva a su esposo Ruy Velázquez a urdir una traición que resulta en la decapitación de los siete hermanos a manos de tropas musulmanas. La venganza se consuma años después a través de Mudarra, hijo bastardo de Gonzalo Gustioz (padre de los infantes) y una hermana de Almanzor, quien da muerte a Ruy Velázquez.

### Cantar de Bernardo del Carpio
El Cantar de Bernardo del Carpio fue un cantar de gesta castellano perdido, aunque referenciado brevemente en crónicas medievales y el Poema de Fernán González. Prosificado en la Estoria de España de Alfonso X, la leyenda presenta al menos dos versiones sobre el origen de Bernardo. Una lo sitúa en la corte de Alfonso II de Asturias como hijo ilegítimo de una hermana del rey y el conde de Saldaña, rebelándose contra el monarca por querer entregar el reino a Carlomagno y llegando a matar a Roldán. Otra tradición, menos apoyada, lo vincula a la corte de Alfonso III y la épica carolingia, como sobrino de Carlomagno. A pesar de su desaparición, la figura de Bernardo del Carpio, símbolo de amor filial, inspiró un extenso romancero y obras teatrales y poéticas en el Siglo de Oro, incluyendo un proyecto inconcluso de Cervantes.

### El moro exposito
Escrito por Ángel de Saavedra, el Duque de Rivas, quien fuera una figura polifacética del siglo XIX español, destacando no solo como estadista y diplomático, sino también como un influyente literato. Dentro de su producción poética, sobresale principalmente su poema épico "El moro expósito o Córdoba y Burgos en el siglo décimo"  publicado en 1834 y que consiste en una extensa leyenda en doce romances que aborda el tema de los infantes de Lara y la figura de Mudarra. Esta obra es considerada una pieza fundamental del Romanticismo en España, mostrando la habilidad de Rivas para combinar elementos históricos con una vibrante fantasía narrativa en verso.

## Épica histórica
La épica ha narrado importantes hechos históricos como el Descubrimiento de América, la Conquista de México, la Conquista de Perú, las Guerras de independencia hispanoamericanas, entre otros. A diferencia de los Cantares de Gesta, no tenían como base la transmisión oral.

### La Araucana

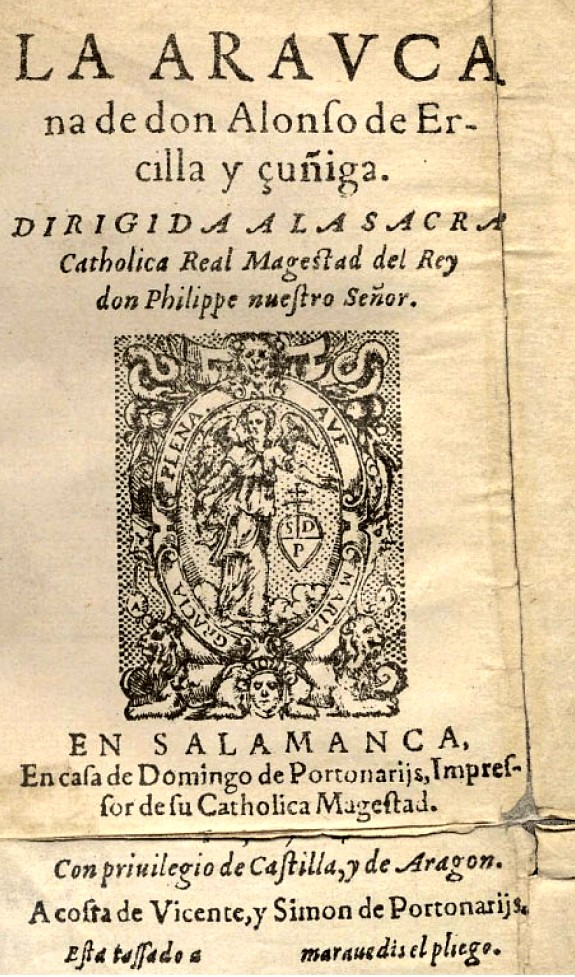
Portada del poema épico La Araucana de Alonso de Ercilla

La Araucana, poema épico de Alonso de Ercilla publicado en tres partes (1569, 1578, 1589), narra la primera etapa de la conquista española de Chile y la Guerra de Arauco contra los mapuches. Escrito en verso y con ambiciones artísticas, se distinguió como la primera obra literaria culta sobre el Nuevo Mundo, aunque con elementos de ficción. Ercilla, quien participó en la guerra, incluyó líderes mapuches como héroes, ofreciendo una perspectiva indígena del conflicto, lo que generó controversia en la corte española. A pesar de esto, la obra tuvo gran éxito y fue considerada una crónica verídica de un conflicto prolongado y difícil, destacando el valor de ambos bandos. La Araucana también aborda la exploración de Ercilla hacia el sur de Chile y presenta a los mapuches con una organización política, el "Estado de Arauco", cuya historicidad ha sido debatida. Tras su publicación, influyó en otras obras épicas americanas y, con el tiempo, la Guerra de Arauco continuó, marcando un caso complejo y finalmente fallido del expansionismo español. La Araucana está escrita en octavas reales, que son estrofas de ocho versos endecasílabos, con un total de 37 cantos.

### La Austriada
La Austríada de Juan Rufo, dedicada a la Emperatriz de Romanos en 1582 y publicada en 1584, es un poema épico de 24 cantos que narra desde la Sublevación de las Alpujarras hasta la Batalla de Lepanto. La obra incluye sonetos introductorios de varios poetas destacados, como Cervantes, quien la elogió como una de las mejores en verso heroico en castellano. Juan Rufo, escritor y soldado cordobés que participó en la campaña de Granada y en Lepanto junto a Don Juan de Austria, basó los primeros cantos en la historia de las guerras de Granada y los siguientes en su experiencia personal, aunque su valor poético no se considera muy elevado.

### Los actos y hazañas valerosas del capitán Diego Hernández de Serpa
El poema épico manuscrito "Los actos y hazañas valerosas del capitán Diego Hernández de Serpa" de Pedro de la Cadena, escrito en Loja, Real Audiencia de Quito entre 1563 y 1564, es considerado el primer poema de tema venezolano y posiblemente el más antiguo escrito en América en una lengua europea. Narra las hazañas de Hernández de Serpa en Venezuela desde 1528 hasta 1553. Pedro de la Cadena fue un escritor español que vivió en Ecuador y ocupó diversos cargos administrativos y militares en la región.

### Elegías de varones ilustres de Indias
"Elegías de Varones Ilustres de Indias" es un extenso poema épico del siglo XVI escrito por Juan de Castellanos, es un poema escrito en 113.609 versos. Detalla la colonización del Caribe y los territorios de la actual Colombia y Venezuela, incluyendo las empresas de colonización, la fundación de ciudades, descripciones de las culturas indígenas y la naturaleza americana, constituyéndose en una importante crónica de Indias. La obra, dividida en cuatro partes y 22 elegías, abarca desde el descubrimiento y personajes como Colón y Ponce de León hasta la conquista de diversas regiones y eventos posteriores. Además de su valor histórico, el poema integra diversos géneros literarios renacentistas y contiene la primera mención escrita de la papa.

### Cortés Valeroso
El Cortés valeroso de Gabriel Lobo Lasso de la Vega, escrito entre 1582 y 1584 por encargo de Martín Cortés, hijo del conquistador, es un poema épico compuesto por doce cantos y 1115 octavas. La obra ensalza la figura de Hernán Cortés, presentándolo como magnánimo, ecuánime, esforzado, hábil y persuasivo, justificando incluso acciones controvertidas. El poema narra eventos desde la llegada de Cortés a Cozumel hasta su entrada en Cholula y el encuentro con Moctezuma, basándose en diversas fuentes históricas. Incluye extensas listas de soldados y sus hazañas, buscando reconocimiento de servicios, así como episodios novelescos como la historia de la indígena Claudina y la apoteosis de Cortés.

### Mexicana
La Mexicana de Gabriel Lobo Lasso de la Vega, publicada en 1594, es un poema épico que, al igual que su anterior obra Cortés valeroso, relata la conquista de México, abarcando los mismos hechos y periodo. Dedicada al nieto de Cortés, Fernando, esta obra se extiende a lo largo de 25 cantos y 1682 octavas, contando con aprobaciones de figuras como Ercilla. Se percibe la influencia de Los Lusiadas de Camoens. Destaca el canto XI con el "Sueño de Cortés sobre la batalla en el río Tabasco" y el canto XXIV, una vívida descripción de la "Noche Triste". A pesar de no haber viajado a América, Lasso de la Vega demuestra una gran capacidad imaginativa en su narración.

### Peregrino Indiano
El peregrino indiano de Antonio de Saavedra y Guzmán, publicado en 1599, es un poema épico del ciclo cortesiano que narra en veinte cantos la historia de la conquista de México, desde la salida de Cortés de Cuba hasta el sitio de Tenochtitlan y la prisión de Cuauhtémoc. El autor, un criollo mexicano, presenta a Cortés como un posible líder para la emergente generación criolla. La obra incluye episodios como lo sucedido a Jerónimo de Aguilar, la descripción de México y la prisión de Moctezuma, diversas batallas y el episodio de la Noche Triste. Se ha señalado la influencia de Ercilla en la idealización de los indígenas y la caracterización de personajes.

### Historia de la Nueva México
El poema épico Historia de la Nueva México de Gaspar Pérez de Villagrá, publicado en 1610, narra en 34 cantos la conquista y exploración del territorio que se conocería como Nuevo México, liderada por Juan de Oñate, quien también es protagonista del poema. Villagrá, quien participó en esta empresa como procurador, relata desde el descubrimiento y exploración del Río del Norte hasta escaramuzas con los indígenas, las dificultades de los soldados españoles, conflictos entre los indios acomeses y la victoria final de Oñate. La obra muestra paralelismos con La Araucana de Ercilla en su retórica, historias de amantes indígenas e idealización femenina, y refleja la personalidad ambiciosa e intolerante de su autor.

### El Bernardo o Victoria de Roncesvalles: poema heroyco
Bernardo de Balbuena, un autor del siglo XVII en el Virreinato de México, centró su obra en la figura de Bernardo del Carpio y la batalla de Roncesvalles. Si bien estos temas provienen del ciclo carolingio y guardan relación con el poema francés La Chanson de Roland, la épica de Balbuena se inspira principalmente en los poemas italianos de Orlando del siglo XVI, especialmente El Orlando furioso de Ariosto, siguiendo la precedente obra de La Araucana de Alonso de Ercilla. La elección de este héroe español y la representación de la derrota francesa se vinculan con la persistente hostilidad entre España y Francia durante el siglo XVI, un sentimiento que se refleja en otras obras épicas españolas de la época. La figura de Bernardo del Carpio, aunque no tan universalmente reconocida como el Cid, gozó de popularidad en el Siglo de Oro español como símbolo de resistencia frente a las ambiciones extranjeras.Está compuesto por 24 cantos y aproximadamente 40,000 versos en octavas reales

### Colón
El poema épico "Colón" de Ramón de Campoamor, publicado en 1853, narra en verso la historia de Cristóbal Colón y su primer viaje a través del Atlántico, culminando en el descubrimiento de América. La obra se centra en la visión y perseverancia de Colón, sus gestiones para obtener el apoyo real y las peripecias de la travesía oceánica. Si bien exalta la figura de Colón como un héroe y su trascendental logro, el poema se enfoca principalmente en la aventura del descubrimiento, presentando una perspectiva que celebra la hazaña y valentía del explorador.

### El Martín Fierro
El Martín Fierro de José Hernández, dividido en el primer poema titulado "El Gaucho Martín Fierro" compuesto de 2316 versos distribuidos en 13 cantos y "La Vuelta de Martín Fierro", publicado en 1879, compuesto de 4894 versos distribuidos en 33 cantos. Leopoldo Lugones, en su obra literaria El payador, calificó este poema como «el libro nacional de los argentinos» y reconoció al gaucho su calidad de genuino representante del país, emblema de la argentinidad.

### Tabaré
El poema épico titulado "Tabaré" del escritor uruguayo Zorrilla de San Martín fue publicado en 1888. La obra se define como un poema épico-lírico, y su argumento gira alrededor de un idilio trágico en el contexto de la conquista de América. Es considerado como la epopeya nacional del Uruguay, y está compuesto de 4,736 versos divididos en diez cantos, conformado por versos endecasilábicos, pentasilábicos y heptasilábicos.

### Canto General
Canto general es el décimo poemario de Pablo Neruda, publicado en México en 1950, donde el poeta aborda la historia de América Latina en quince secciones y cerca de 15 mil versos. Su obra abarce desde las civilizaciones precolombinas hasta las luchas sociales, incluyendo cantos dedicados a lugares emblemáticos, figuras históricas y su propia experiencia durante la clandestinidad, en lo que él consideraba su obra más importante. El canto más destacado de este poemario que narra una versión de la historia de América Latina siguiendo los antiguos cantos épicos es "Alturas de Macchu Picchu".

## Épica cristiana
En estos períodos, algunos autores intentaron revivir la épica clásica, escribiendo poemas extensos con temas históricos o mitológicos, siguiendo los modelos de Virgilio o Ariosto.

### El Monserrate
"El Monserrate" es un poema narrativo en veinte cantos escrito en octavas por Cristóbal de Virués y publicado en 1587. La obra relata la leyenda del monje ermitaño Juan Garín, quien tras violar y asesinar a la hija del conde de Barcelona, realiza una penitencia de siete años hasta recibir el perdón divino a través de un milagro. La joven resucita y se funda el monasterio de Montserrat. Este poema épico tuvo gran éxito y fue elogiado por su calidad poética y la mezcla de elementos religiosos y de novela bizantina, siendo considerado por Cervantes como una de las mejores obras de la poesía heroica en castellano.

### La Cristiada
Escrito por Diego de Hojeda (1570-1615) quien fuera un poeta religioso español y fraile dominico. Su obra ha sido descrita como un poema épico de carácter piadoso, publicado en 1611 y que narra la Pasión de Cristo. Escrito en octavas reales fue inspirado por los Evangelios y la obra de Torquato Tasso. En total está conformada por 15972 versos, distribuidos en 1974 octavas reales a lo largo de doce libros. Considerada una de las mejores producciones de la literatura virreinal del Siglo de Oro, entrelaza elementos renacentistas y barrocos dentro de una estética manierista y presenta un drama de la lucha entre el bien (Cristo y sus seguidores) y el mal (Judas), utilizando un lenguaje alegórico y buscando conmover al lector. A pesar de su valor, la obra ha sufrido cierto olvido editorial, aunque existen varias ediciones, incluyendo una basada en el manuscrito original hallado en París.

### La Pasión de Cristo
El tema de "La pasión de Cristo" sirvió de inspiración también para Pedro Berroeta, jesuita expulsado en el siglo XVIII que publicaría un poema en 1026 octavas reales, lo que equivale a 8208 versos. Debido a la expulsión, su obra quedó relegada de la crítica durante el siglo XIX y sería tomado en cuenta recién en el XX como uno de los principales jesuitas quiteños del extrañamiento. Sería editado en el año 1928 con una publicación anotada y un estudio introductorio. El crítico literario Hernán Rodríguez Castelo le dedicaría un estudio titulado “Berroeta y su pasión” como parte de su libro  "La pasión en el arte quiteño" publicado en 1999.

### La Caída de Luzbel
La Caída de Luzbel de Donato de Arenzana narra la épica rebelión de Lucifer, el ángel más hermoso y poderoso, contra Dios. Cegado por la soberbia y la ambición de igualar al Creador, Luzbel instiga una guerra celestial, arrastrando consigo a una legión de ángeles que comparten su desafío. Sin embargo, las fuerzas leales a Dios, lideradas por el arcángel Miguel, se alzan contra los rebeldes. Tras una feroz batalla en los cielos, Luzbel y sus seguidores son derrotados y expulsados del Paraíso, precipitándose hacia el abismo donde se convierten en demonios, marcando el origen del mal y la oscuridad en el universo. Donato de Arenzana fue un escritor español ilustrado del siglo XVIII, que floreció durante el reinado de Carlos IV. Hermano de un racionero de la catedral de Sevilla, fue cura secretario y beneficiado en Sevilla, mostrando afición por la pintura y las bellas artes. Miembro de la Real Academia de Buenas Letras de Sevilla y amigo de importantes figuras de la Ilustración, escribió principalmente poesía religiosa y se le atribuye una imitación del Quijote.

### Parusía

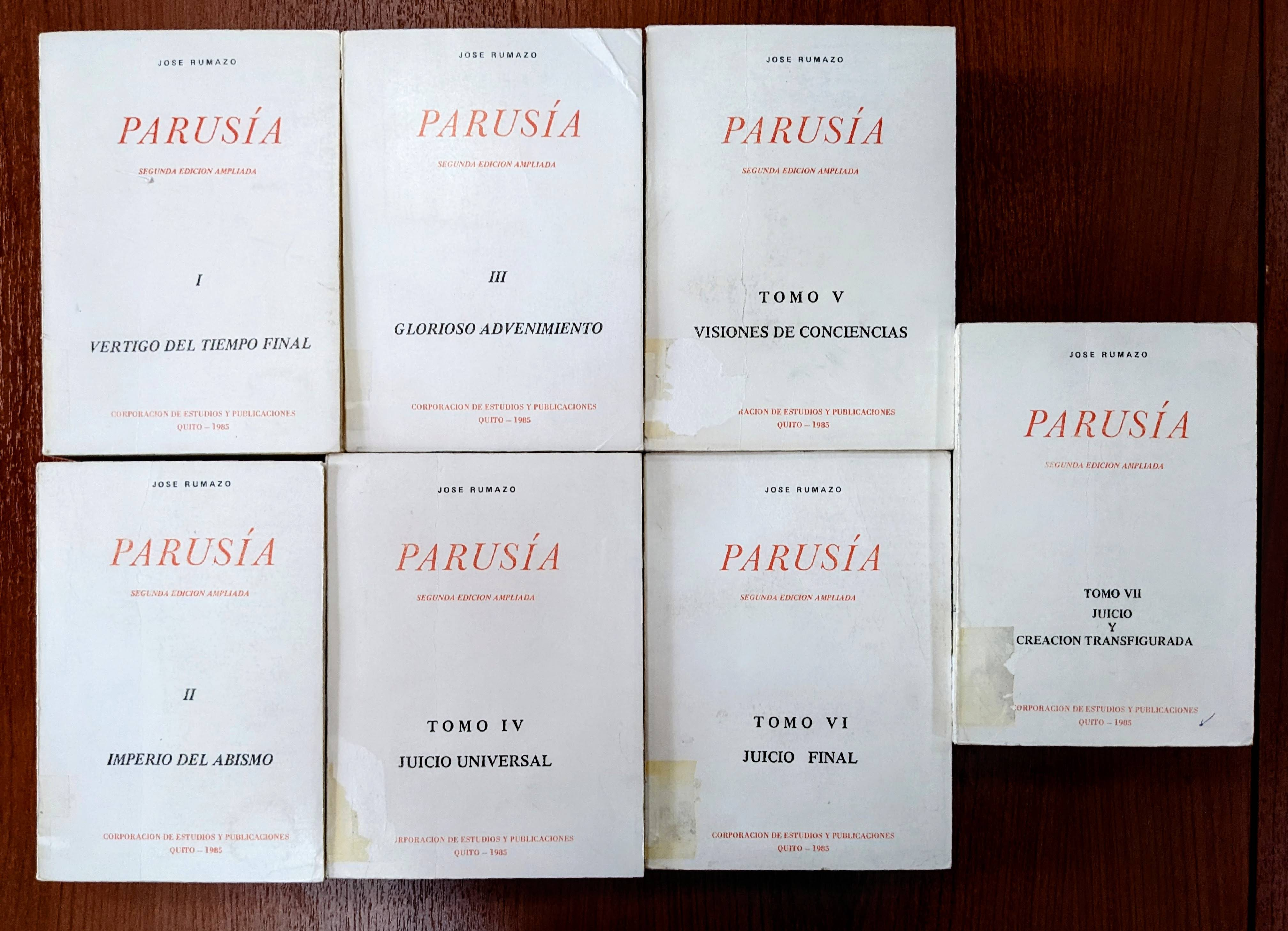
Parusía, poema épico escrito por José Rumazo González.

Parusía es un extenso poema épico de José Rumazo González, publicado en 1985, que con cerca de 240,000 versos se destaca como uno de los más largos de la historia, superando a clásicos como el Mahabharata y la Ilíada. La obra, cuya elaboración tomó alrededor de veinte años y pasó por varias reediciones, finalmente se estructuró en siete tomos que exploran la escatología bíblica y el fin de la historia, abarcando temas como los imperios finales, los dos testigos, el advenimiento glorioso, el juicio final y la transfiguración del hombre y el cosmos, todo ello escrito en versos endecasílabos. Fue la obra cumbre de José Rumazo González y consiste en una extensa exploración de la escatología cristiana en siete tomos y mayoritariamente en versos endecasílabos. A lo largo de su vida, Rumazo dedicó tiempo a reeditar sus escritos, incluyendo tres ediciones de "Parusía" (1960, 1972, 1985). Inicialmente concebida durante su labor diplomática en Honduras, la obra creció en extensión, asombrando por su profundidad y espíritu ya en su primera edición de cuatro tomos y 135,000 versos, considerada la epopeya más larga en lengua hispana en su momento. La edición final de "Parusía" en siete tomos y 240,000 versos fue dedicada al Papa Juan Pablo II durante su visita a Ecuador en 1985. Rumazo recibió el Premio Nacional Eugenio Espejo en 1987, el máximo galardón de su país. Además fue comparado con Dante, Homero y Virgilio, y ha sido considerado como un continuador de la épica cristiana, siguiendo a Milton. Su obra también inspiró la antología "La sinfonía del cosmos" que toma ciertos versos que narran la estructura del universo. Recibió elogios de críticos como del escritor Hernán Rodríguez Castelo.